# Geneva (Washington)
Geneva az Amerikai Egyesült Államok északnyugati részén, Washington állam Whatcom megyéjében elhelyezkedő település.
Geneva önkormányzattal nem rendelkező, úgynevezett statisztikai település; a Népszámlálási Hivatal nyilvántartásában szerepel, de közigazgatási feladatait Whatcom megye látja el. A 2010. évi népszámlálási adatok alapján 2321 lakosa van.

## Népesség
A település népességének változása:
| Lakosok száma | 2257 | 2321 | 2652 |
|               | 2000 | 2010 | 2020 |